# ستيفن جوزيف بيري
ستيفن جوزيف بيري (بالإنجليزية: Stephen Joseph Perry)‏ (و. 1833 – 1889 م) هو عالم فلك من المملكة المتحدة . ولد في لندن . وكان عضواً في الجمعية الملكية .
توفي عن عمر يناهز 56 عاماً.

## جوائز
حصل على جوائز منها:
- زميل في الجمعية الملكية.